# USS Bon Homme Richard (CV-31)
USS Bon Homme Richard (CV-31) — американский авианосец типа «Эссекс» времён Второй мировой войны.

## История
Авианосец вступил в строй 26 ноября 1944 года и успел принять участие в боях с Японией. Был выведен в резерв с 9 января 1947 года. В 1951 году снова введён в строй для участия в Корейской войне. Совершил два похода к берегам Кореи.
- 10 мая — 17 декабря 1951,
- 20 мая 1952 — 8 января 1953.

С 1 октября 1952 года переклассифицирован в атакующий авианосец, получил индекс CVA-31. Прошёл ремонт с модернизацией по программе SCB-27C, вошёл в строй после ремонта с 1 ноября 1955 года и продолжил службу в Тихом океане. 6 июня 1957 с «Бон Омм Ричарда», находившегося у берегов Калифорнии, стартовали четыре реактивных самолёта, совершившие перелёт рекордной дальности над всей Америкой и совершившие посадку на авианосец «Саратога», близ берегов Флориды. В течение шести недель апреля и мая 1963 года находился в походе в Индийском океане.
Совершил шесть походов к берегам Вьетнама во время Вьетнамской войны:
- 28 января — 21 ноября 1964,
- 21 апреля — 13 января 1966,
- 26 января — 25 августа 1967,
- 27 января — 10 октября 1968,
- 18 марта — 29 октября 1969,
- 2 апреля — 12 ноября 1970).

С 2 июля 1971 года выведен в резерв, в 1989 году списан и впоследствии продан на слом.